# Украинская коммунистическая партия
Украинская коммунистическая партия (укр. Українська комуністична партія, УКП, УКОП, популярно — укаписты) — украинская леворадикальная партия, созданная на учредительном съезде 22—25 января 1920 года. 
Партия стала самым последовательным теоретическим и организационным оформлением украинского национал-коммунизма.

## История
В отличие от других течений украинского коммунизма, УКП не только обосновывала необходимость такой партии интересами социалистической революции на Украине, но и доказывала своё право на существование ссылками на органическую связь с предыдущим развитием украинского общественно-политического движения: от создания в 1900 году РУП, из которой в 1905 году выделилась УСДРП, через участие УСДРП в национально-освободительной революции 1917 года и выделение из неё левого крыла независимых социал-демократов к эволюции последних к коммунизму, которая и привела к образованию УКП. Путь левого крыла УСДРП к коммунизму был аналогичен процессам обособления коммунистических партий из европейской социал-демократии. Теоретическое обоснование этого процесса сформулировал в книге «От демократии к коммунизму» Андрей Речицкий (Песоцкий).
Ссылаясь на свою органическую связь с Украиной и её историей, УКП считала, что руководящей силой революции на Украине имеет право быть именно она, а не КП(б)У, которая, будучи составной частью Российской коммунистической партии (большевиков), оставалась «чуждой украинской нации и её возрождению». Исходя из этого различия, УКП поддерживала создание Украинской Народной Республики (УНР), но добивалась перерастания национально-демократической революции в социальную, а УНР — в самостоятельную УССР. УКП выступала против насаждения на Украине советской системы извне и отстаивала создания её только внутренними силами украинской революции. По её мнению, оккупация Украины силами Красной армии грозила восстановлением Российской империи и тем тормозила социалистическое развитие Украины, отторгая от большевиков массы украинского населения и вызывая восстания.
В период наибольшего подъема её деятельности УКП насчитывала около 3000 членов. В неё переходили бывшие боротьбисты, а в начале её существования — и отдельные члены КП(б)У (в частности, в УКП перешла вся верхушка Кобеляцкой уездной организации КП(б)У и глава оппозиционной «фракции федералистов» в партии украинских большевиков Георгий (Юрий) Лапчинский). Однако УКП формировалась уже во время установления однопартийной системы в Советской России и Украине. Таким образом, УКП оставалась последней легальной партией в СССР, альтернативной РКП(б). Поскольку Коминтерн требовал существования лишь одной коммунистической партии в каждой стране (а в УССР это была КП(б)У), в 1923 году образовалась «левая фракция» УКП, выдвинувшей тезис вливания в состав КП(б)У.
Не видя перспектив к дальнейшему существованию, ЦК УКП 27 августа 1924 года подал в Коминтерн меморандум, в котором выдвинул условие: если Коминтерн признает независимость УССР и право коммунистов Украины иметь собственную отдельную секцию Коминтерна, — УКП самоликвидируется. Коминтерн декларацией от 24 декабря 1924 года заверил УКП, что УССР суверенное государство, а вследствие этого УКП должна самораспуститься, а её члены должны перейти в КП(б)У. Не доверяя этим заверениям, но и не имея другого выхода в условиях преследования ГПУ (многие её члены, включая её лидера Андрея Речицкого, подвергались арестам), УКП подчинилась решению Коминтерна. На IV съезде, созванном 1 марта 1925 года, партия формально закончила своё отдельное организационное существование. Большая часть её членов вошла в КП(б)У.

## Актив УКП
Руководящими деятелями УКП были: Михаил Ткаченко и Андрей Речицкий (оба автора программы УКП), Антон Драгомирецкий, Михаил Авдиенко, Юрий Мазуренко, Юрий Лапчинский, Павел Кулиниченко, Алексей Яворский, И. Дидыч, В. Животков, Я. Замочных, А. Симон, И. Зерницкий (псевдоним). Кроме них, к УКП принадлежали также П. Кияница, П. Корниевский (лидер «левой фракции»), М. Грицай, П. Синявский.
После вхождения в КП(б)У некоторых из бывших укапистов выдвинули на ответственные должности в партийном и государственном аппарате: А. Речицкого избрали кандидатом в члены ЦК КП(б)У, М. Грицай был членом ЦК ЛКСМУ и секретарём ЦК подпольной организации коммунистической молодёжи Западной Украины, Т. Корниевский — членом Президиума Всеукраинского совета профессиональных союзов, Ю. Лапчинский — консулом во Львове. Значительная часть выходцев бывших укапистов, как и бывших боротьбистов, была ликвидирована в конце 1930-х годов по обвинениям в украинском национализме и троцкизме, а остальные тоже подверглись тяжёлым репрессиям (в частности, Борис Антоненко-Давидович).

## Пресса
Укаписты издавали в Киеве свой печатный орган — газету «Червоний прапор» («Красное знамя»). Кроме центральной газеты, укаписты печатали под таким же названием рукописный и машинописный журнал, а также губернские газеты в Виннице и Харькове. На Прикарпатье выходил «Коммунист Прикарпатья». В Сквире местный партком УКП имел собственный печатный орган — газету «Красный путь». Все они были недолговечными. Последним годом появления различных партийных газет стал 1920.